# Andapa (distrikt)
Andapa är ett distrikt i Madagaskar.   Det ligger i regionen Sava, i den nordöstra delen av landet, 500 km norr om huvudstaden Antananarivo. Antalet invånare är 147 772. Arean är 4 444 kvadratkilometer.
Terrängen i Andapa är bergig västerut, men österut är den kuperad.
Följande samhällen finns i Andapa:
- Andapa